# Picris cyrenaica
Picris cyrenaica là một loài thực vật có hoa trong họ Cúc. Loài này được (Pamp.) Lack miêu tả khoa học đầu tiên.